# Specialna brigada (Vojska Srbije)
Specialna brigada (srbsko Specijalna brigada oz. Специјална бригада) je specialna brigada Vojske Srbije, ki je usposobljena za izvajanje nekonvencionalnega bojevanja.
Enota je stacionirana v vojašnici »Rastko Nemanjić« v Pančevu, padalski bataljon pa na letališču v Nišu.

## Zgodovina
Nastala je 29. septembra 2006 iz enot nekdanje 72. specialne brigade, 63. padalske brigade, 82. pomorskodiverzantske enote ter dela protiterorističnega odreda »Kobre«.

## Organizacijska struktura
- Poveljstvo
- Štab (Pančevo)
- Poveljniški bataljon
- Protiteroristični bataljon »Sokoli« (Pančevo)
- 63. padalski bataljon
- 72. izvidniško-diverzantski bataljon
- logistična četa (Pančevo)
- Potapljaška enota

## Usposabljanje
Kandidati za pripadnike brigade morajo imeti končano vojaško akademijo ali srednjo vojaško šolo.
Usposabljanje kandidatov poteka po preizkušenem »receptu« in je podobno kot so ga imeli pred ustanovitvijo enote v prejšnji spedialni enoti »Sokoli«. Obsega vse prvine ne glede na to, v katero enoto je kandidat kasneje sprejet. Tako se kandidati in kasnejši specialci urijo v potapljanju, alpinizmu, padalstvu, vpadanju v objekte in reševanju talcev, ostrostrelstvu, velik poudarek pa je na fizični vzdržljivosti. V enoti so zastopane tudi predstavnice ženskega spola, ki morajo prestati enako usposabljanje kot moški.
Pri usposabljanju brigada sodeluje s tujimi specialnimi enotami. Tako sodelujejo z enotami iz Italije, Grčije, Cipra, Romunije, svoje pripadnike pa pošiljajo tudi na izobraževanja in usposabljanja drugam v tujino.

## Oborožitev
Oborožitev enote obsega veliko paleto osebne oborožitve:
- brzostrelke: škorpijon, Heckler & Koch MP-5
- jurišne puške: Zastava M70, Steyr AUG
- polavtomatske pištole: Zastava 999
- ostrostrelne puške: Zastava M76
- bojne šibrenice: Benelli M3